# Gazeta de Antropología

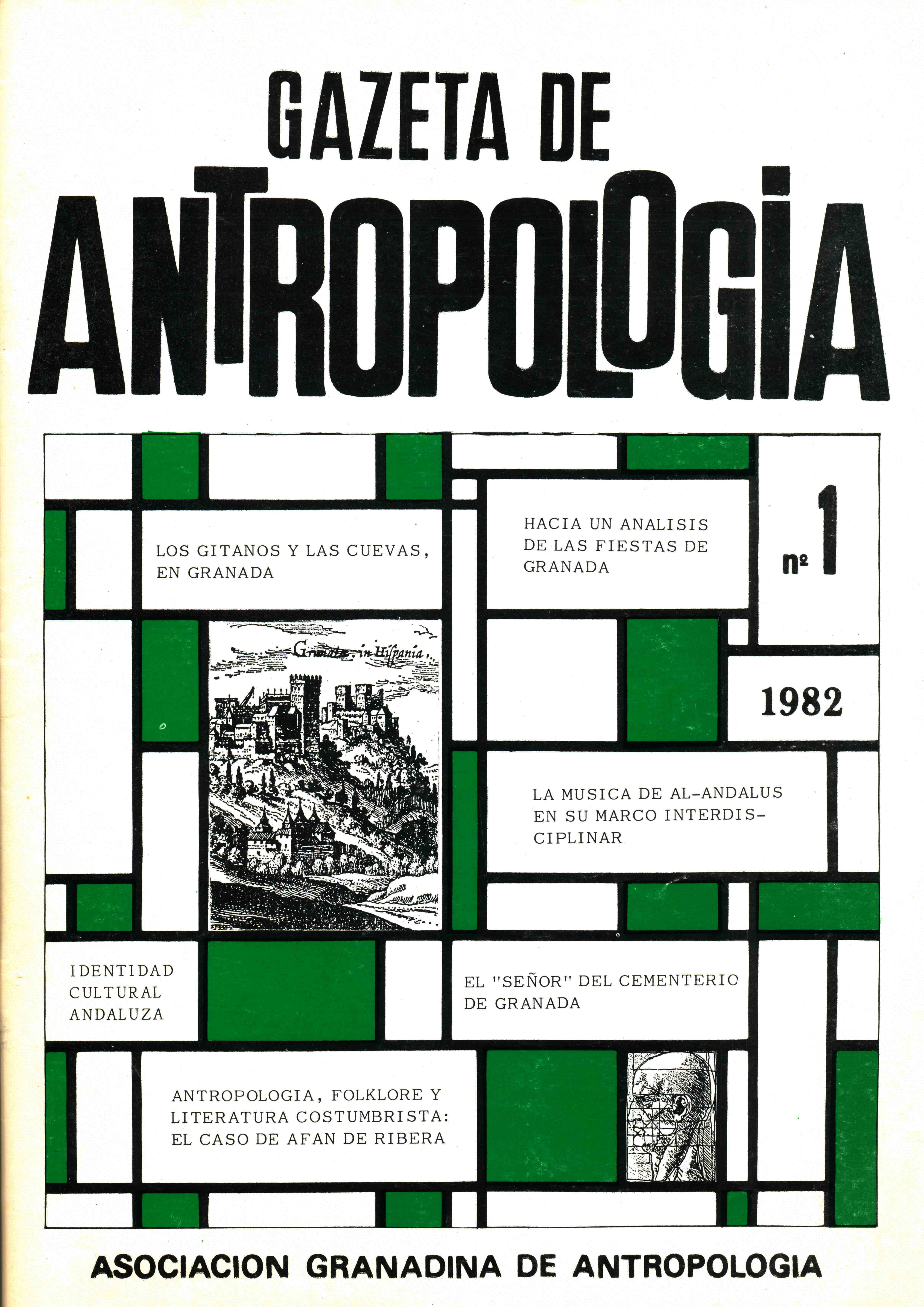
Primer número de la revista, 1982

La Gazeta de Antropología es una revista de antropología cultural editada por la Asociación Granadina de Antropología desde su fundación en 1982.

## Historia
Impresa en papel tuvo una periodicidad anual hasta 1998 en que pasó a ser digital de acceso libre y gratuito. Desde 2008 mantiene una periodicidad semestral, editada por la Universidad de Granada.

Tal como manifiesta el editorial del número 1, su propósito era contribuir:
«a promover el conocimiento antropológico, en particular de nuestro pueblo, de nuestro modo de vida tradicional y moderno. Pretende estimular la investigación, difundir estudios de etnología, antropología y demás ciencias del hombre, y alentar el intercambio científico con otros colegas y asociaciones afines» 
Fue presentada en Granada poco después de creada la Asociación por sus fundadores: Pedro Gómez, Demetrio E. Brisset, Rafael Briones y José A. González Alcantud.
Entre sus numerosos colaboradores se encuentran Claude Lévy-Strauss, Julio Caro Baroja, Edgar Morin, Honorio Velasco, María Cátedra, Joan Prat, Enrique Luque y Julio Alvar.
En el último índice de citas RESH (Revistas Españolas de Ciencias Sociales y Humanas) aparecía en quinto lugar.